# Pojasky (stacja kolejowa)
Pojasky (ukr. Пояски) – stacja kolejowa w miejscowości Pojasky, w rejonie korosteńskim, w obwodzie żytomierskim, na Ukrainie. Położona jest na linii  Kijów – Korosteń – Sarny – Kowel.
W okresie międzywojennym istniał w tym miejscu przystanek kolejowy, przebudowany później na stację.